# Omino Michelin

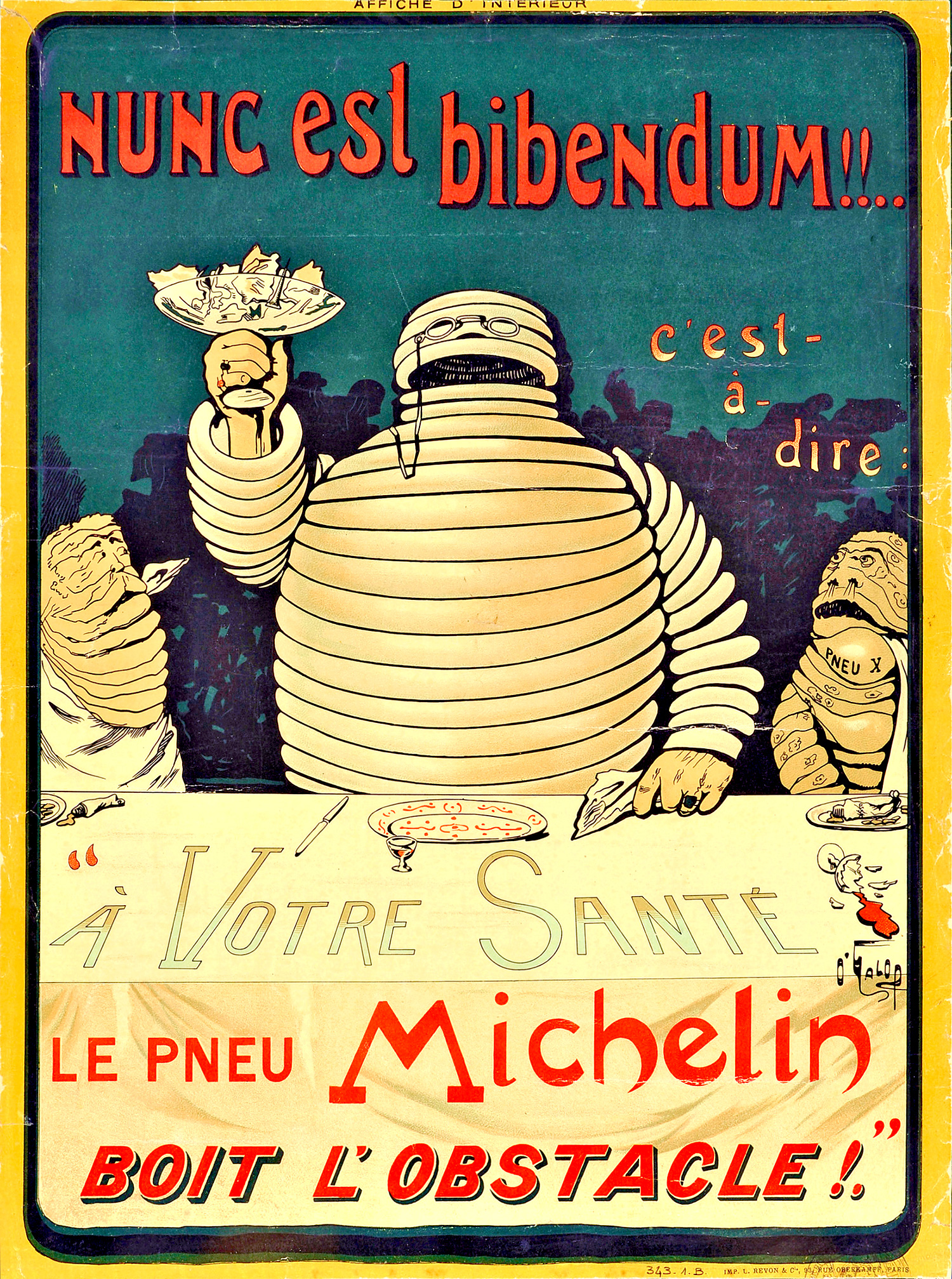
Bibendum nel primo poster pubblicitario del 1898

Bibendum, meglio noto in italiano come Omino Michelin (talvolta chiamato, erroneamente, Michelin), è la mascotte dell'azienda produttrice di pneumatici Michelin nonché uno dei più antichi marchi registrati. Il personaggio è un omino bianco composto da camere d'aria di pneumatici.

## Storia
Durante la partecipazione all'Esposizione Universale e Coloniale di Lione nel 1894, Édouard e André Michelin notarono una pila di pneumatici che suggerì a Édouard la figura di un uomo senza braccia. Quattro anni dopo, nel 1898, André incontrò il fumettista francese Marius Rossillon, popolarmente noto come O'Galop, che gli mostrò un'immagine che aveva creato per un birrificio di Monaco che era  stata rifiutata. Esso rappresentava una grande figura umana che regge un bicchiere di birra e la frase di Orazio Nunc est bibendum ("Adesso è il momento di bere"). André suggerì di sostituire l'uomo con una figura fatta di pneumatici, simile alla pila vista anni prima; O'Galop trasformò quindi l'immagine originale in quello che diverrà il simbolo della Michelin.

Il primo manifesto del 1898 lo ritraeva mentre offriva un brindisi ai suoi miseri concorrenti con la frase Nunc est bibendum, con in mano un bicchiere pieno di pericolosi chiodi e vetri rotti, mentre pronuncia la frase "C'est à dire: À votre santé. Le pneu Michelin boit l'obstacle" ("Vale a dire: alla vostra salute. Lo pneumatico Michelin beve gli ostacoli").  L'implicazione era che gli pneumatici Michelin avrebbero superato facilmente i pericoli stradali al contrario degli altri pneumatici.

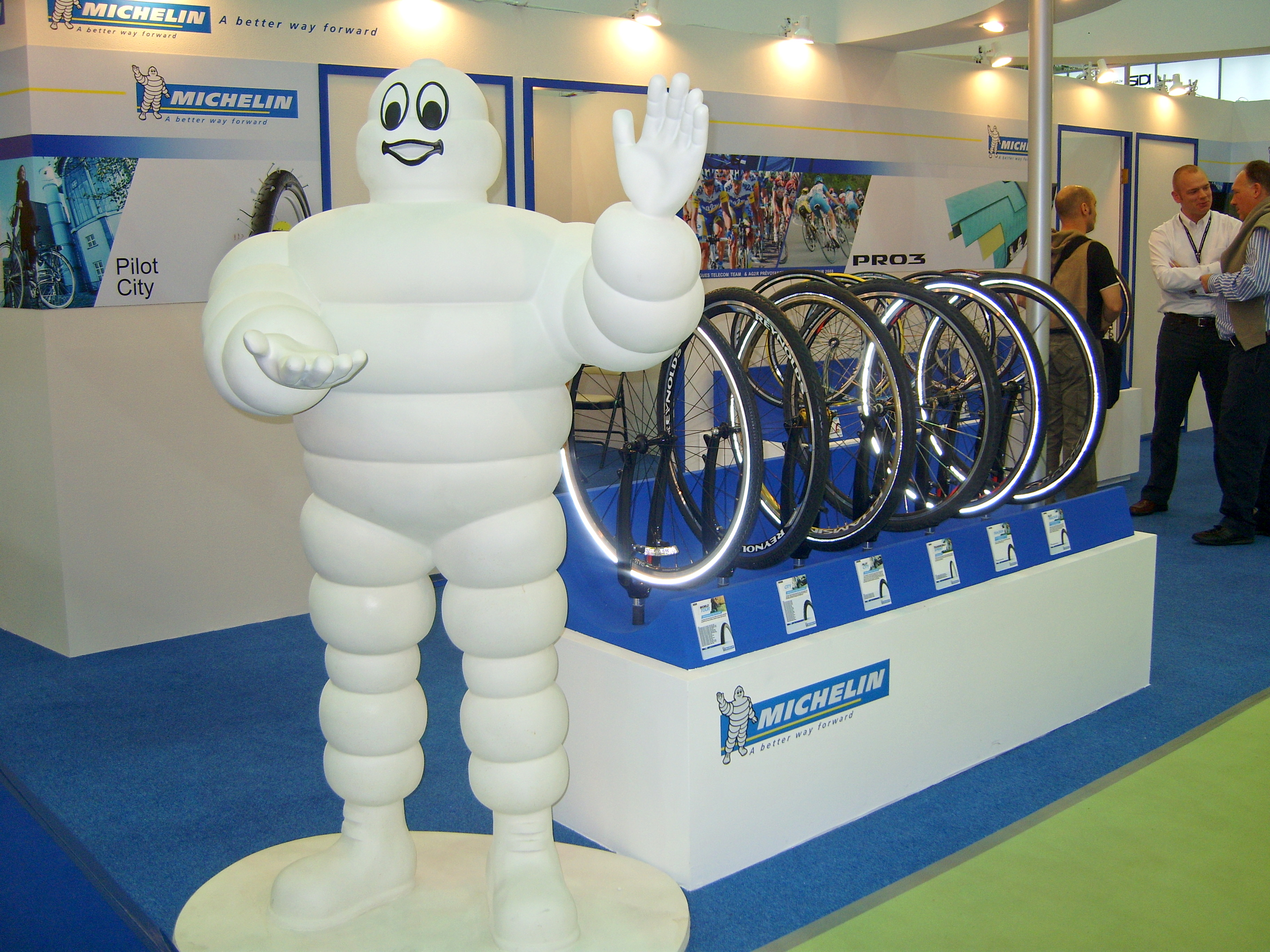
Bibendum in versione moderna, esposto ad una fiera a Taipei nel 2008.

L'azienda ha utilizzato questo tipo di poster come base per parecchi anni, aggiungendo i suoi ultimi prodotti al tavolo davanti alla figura. Non è chiaro quando la parola "Bibendum" sia diventata il nome del personaggio stesso. Nel 1908 la Michelin commissionò a Curnonsky la redazione di una colonna di giornale firmata "Bibendum". Negli anni '20, "Bibendum" era anche il titolo di un periodico edito dalla filiale italiana dell'azienda.
Nel 1922, la Michelin organizzò un concorso per "nominare il Michelin Tyre Man" negli Stati Uniti. 
La forma del Bibendum è cambiata negli anni, aggiornandosi nel secondo dopoguerra per renderlo più in linea con le nuove esigenze pubblicitarie. Il logo di O'Galop era basato su pneumatici per biciclette, indossava occhiali pince-nez con il cordino e fumava un sigaro. Negli anni  '70 e '80, Bibendum veniva mostrato in corsa e nel 1998, il suo centesimo anniversario, una versione ridotta divenne il nuovo logo dell'azienda. Aveva rinunciato da molti anni al sigaro e al pince-nez. Lo snellimento del logo rifletteva gli pneumatici più piccoli e di basso profilo delle auto moderne e conferiva al personaggio un'aria più cordiale e affabile.

## Origine del nome
Bibendum deriva dalla locuzione oraziana "Nunc est bibendum" che significa, tradotta letteralmente "Ora bisogna bere". La frase è a sua volta un traduzione reinterpretata dei versi del poeta greco Alceo, νῦν χρῆ μεθύσθην. La frase per intero "Nunc èst bibèndum, nùnc pede lìbero pulsanda tellus" («Ora bisogna bere, ora bisogna far risuonare la terra con libero piede», cioè ci si può dare alla pazza gioia) è contenuta in un'ode di Orazio (I, 37), con la quale il poeta esprimeva l'esultanza sua e del popolo romano per la morte di Cleopatra e la fine del pericolo che essa rappresentava per Roma. È divenuta perciò d'uso comune come esortazione a festeggiare un lieto avvenimento o a brindare materialmente con un buon bicchiere.

## Nella cultura di massa

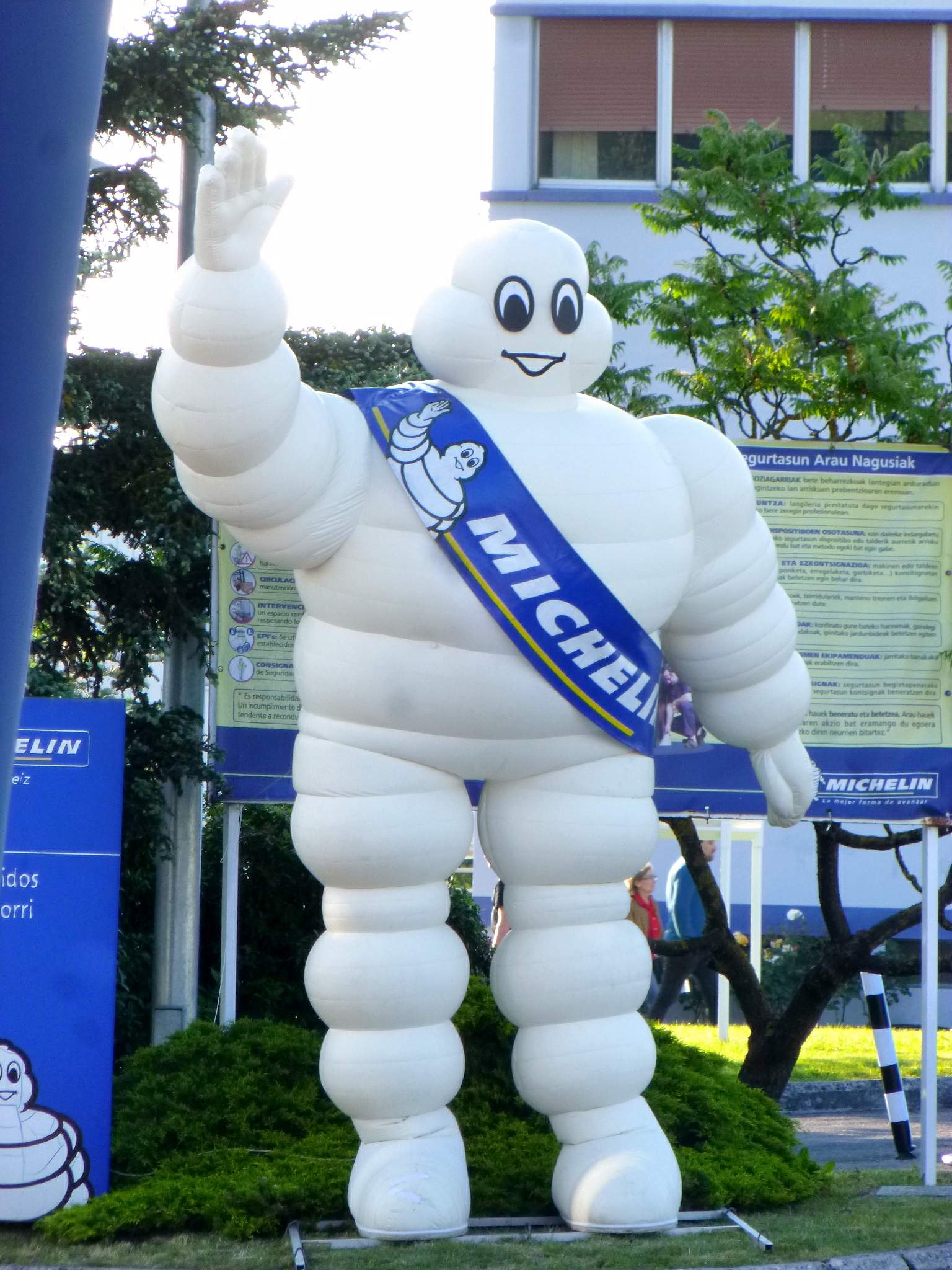
Bibendum esposto fuori dalla fabbrica Michelin a Vitoria (Spagna)

La "sedia Bibendum" è stata progettata da Eileen Gray nel 1925.
Cayce Pollard, il personaggio principale del romanzo L'accademia dei sogni di William Gibson, ha una forte avversione per i marchi e i loghi aziendali: la vista di Bibendum in particolare le dà attacchi di panico.
Bibendum ha fatto una breve apparizione nei fumetti di Asterix, come commerciante di ruote di carri in alcune traduzioni, tra cui quella inglese, di Asterix e gli Elvezi. La versione originale francese utilizzava la mascotte guerriera gallica della compagnia di stazioni di servizio francese Antar.
La mascotte appare in uno sketch comico del programma della BBC Not the Nine O'Clock News, in cui un cameriere e uno chef di un ristorante sospettano che un commensale, vestito da Bibendum, possa essere un critico gastronomico per la Guida Michelin.
Nella versione francese del film Ghostbusters il gigante Stay Puft Marshmallow Man è chiamato "Bibendum Chamallow" ("chamallow" era originariamente un dolce commercializzato in Francia con questo nome, che ricorda vagamente il marshmallow americano).
Nel cortometraggio animato del 2009 Logorama, una serie di Bibendum interpreta una squadra di poliziotti e personale SWAT che lavorano tutti insieme per cercare di arrestare un criminale psicotico e ultraviolento interpretato da Ronald McDonald, la nota mascotte della catena di fast food McDonald's.